# Tuez-les tous !
Pour les articles homonymes, voir Un génocide sans importance.
Pour plus de détails, voir Fiche technique et Distribution.
"Tuez-les tous !" Histoire d'un génocide  sans importance  est un téléfilm documentaire français réalisé par Raphaël Glucksmann, David Hazan et Pierre Mezerette, diffusé le 27 novembre 2004.

## Synopsis
D'avril à juillet 1994, un million de Tutsis sont massacrés au Rwanda par leurs compatriotes Hutus. Les causes de ce génocide prennent leur source dans la colonisation qui stigmatise une opposition entre deux castes sur de pseudo-scientifiques bases raciales. Le colonisateur s'appuiera sur la classe des Tutsis puis par la suite sur celle des Hutus, majoritaires.
Sur le plan international, le Rwanda se situe à la limite de la zone d'influence française, placé entre le Zaïre et l'Ouganda qui est anglophone. Ce dernier soutient le Front patriotique rwandais (FPR), mouvement Tutsi qui cherche à renverser la dictature de Juvénal Habyarimana. 
C'est à l'aube d'une grave crise économique que le pouvoir en place, incapable de faire face et menacé par le FPR, entame une campagne hostile à l'égard de la minorité Tutsi. Son ampleur le dépasse et l'assassinat du président Habyarimana déclenche le génocide.
L'ONU qui vient de traverser de graves difficultés en Somalie, se retire du Rwanda sans s'interposer entre les parties. La France a un rôle assez obscur dans ces évènements. Elle soutient Habyarimana jusqu'à son assassinat et reconnaîtra le gouvernement provisoire férocement génocidaire qui le suivra. L'envoi successif des troupes avant et pendant le génocide, qu'il s'agisse de rapatrier ses ressortissants (opération Amaryllis) ou mettre fin aux massacres (opération Turquoise), comporte un objet double et caché qui est celui de contrecarrer l'avancée du FPR au Rwanda. Le soutien français latent à une armée rwandaise qui, tout en combattant le FPR, planifie le génocide entretient l'ambivalence.

## Fiche technique
- Titre : "Tuez-les tous !"  Histoire d'un génocide sans importance
- Réalisation : Raphaël Glucksmann, David Hazan et Pierre Mezerette
- Production : Michel Hazanavicius et Arnaud Borges
- Distribution : Télé Images International - Télé Images (Simone Harari Baulieu)
- Montage : Reynald Bertrand
- Pays d'origine : France
- Format : Couleurs
- Genre : Documentaire
- Durée : 97 minutes
- Date de sortie : 27 novembre 2004

## Commentaires
Le documentaire reconstitue l'enchaînement des évènements, leur cause et leur imbrication. Le dernier pan du film est entièrement consacré à l'intervention française. À cet égard, il ne se cache pas d'un parti-pris qui est celui de dénoncer une implication dans le conflit opposant le président puis le gouvernement provisoire au FPR. D'après le film, cette participation ignore délibérément le travers génocidaire de la politique du pouvoir en place pourtant notoire, ce qui accuse gravement la France. Cette position est étayée par divers témoignages (rescapés, journalistes, criminels...). 
Cependant, des hommes politiques alors aux commandes, seul Hubert Védrine a accepté d'évoquer la position française — on notera au passage son regret d'avoir reconnu précipitamment le gouvernement provisoire rwandais — mais il élude les missions parallèles aux deux opérations, Amaryllis et Turquoise. À défaut, le documentaire intègre les auditions de la mission parlementaire sur le génocide rwandais. Édouard Balladur (alors premier ministre), Alain Juppé (ministre des affaires étrangères) et François Léotard (ministre de la défense) parlent d'une même voix pour défendre l'intervention française de toute implication dans le génocide. 
Il comporte des intervenant-clefs tels Boutros Boutros-Ghali, le commandant de la MINUAR, Paul Kagame, Patrick de Saint-Exupéry, le général Quesnot, Hubert Védrine... Il réunit diverses pièces tels les extraits sonores de la tristement célèbre radio des Mille Collines, notes de service, fax...

## Intervenants
- Boutros Boutros-Ghali, secrétaire général de l'ONU
- Jean-Hervé Bradol, envoyé de Médecins Sans Frontières au Rwanda
- Jean-Pierre Chrétien, historien, directeur de recherches au CNRS
- Patrick de Saint-Exupéry, journaliste au Figaro
- Général Roméo Dallaire, commandant de la MINUAR
- Alison Des Forges, historienne, membre de Human Rights Watch
- Athanase Gatambara, rescapé
- Jean Hatzfeld, écrivain
- Kararuhagaza, témoin de l'implication française dans la guerre contre le FPR
- Paul Kagame, leader du FPR
- Venuste Kayimahe, rescapé
- Annick Kayitesi, rescapée
- Bernard Kouchner
- Colonel Luc Marchal, commandant de la MINUAR dans le secteur de Kigali
- Apolinaire Mugyianeza, ancien capitaine des forces gouvernementales hutu
- Bernadette Mukamusoni, rescapée
- Emmanuel Murangira, rescapé
- Albert Murasira, ancien officier des forces gouvernementales hutu
- Jean Nderia, rescapé
- Damascène Nsanzimfura, rescapé
- Jean-Marie Nyabyenda, ancien soldat des forces gouvernementales hutu, condamné pour génocide
- Emmanuel Nyirubuga, condamné pour génocide
- Edmond Nyonsaba, rescapé
- Eliana Nyrahabimana, rescapée
- Félicien Ntagengwa, rescapé
- Ponzaga Protestate, condamné pour génocide
- Général Christian Quesnot, chef d'état-major du Président François Mitterrand durant les évènements
- Thierry Sebaganwa, rescapé
- Antoine Serubura, rescapé
- Jeanne Uwonkun, rescapée
- Hubert Védrine, secrétaire général à l'Élysée entre 1991 et 1995

## Récompenses
- FIPA 2005 : Prix Mitrani